# Оуен Чемберлен
Оуен Чемберлен (англ. Owen Chamberlain) (10 липня 1920, Сан-Франциско, Каліфорнія, США) — 28 лютого 2006, Берклі, Каліффорнія, США) — американський фізик, лауреат Нобелівської премії з фізики 1959 р. «за відкриття антипротона» (разом з Еміліо Джино Сегре).

## Біографія
Оуен Чемберлен народився 10 липня 1920 р. у Сан-Франциско (штат Каліфорнія) в сім'ї радіолога. Середню освіту здобув у Філадельфії; ступінь бакалавра 1941 р. — у Дартмутському коледжі. Потім вступив до аспірантури Каліфорнійського університету в Берклі.
Після вступу США в Другу світову війну Чемберлен бере участь у Мангеттенському проєкті — секретній програмі створення атомної бомби. Під керівництвом Е. Лоуренса — винахідника циклотрона — досліджував ізотопи урану в Берклі; 1943 р. його було відряджено до Лос-Аламоса, де він продовжував роботу і був присутній на першому випробуванні атомної бомби 1945 р.

Після війни Чемберлен спеціалізувався з фізики частинок в Аргоннській національної лабораторії в Чикаго, зосередившись на дифузії повільних нейтронів у рідинах. 1949 р. Чемберлен під керівництвом Е. Фермі захистив дисертацію і здобув докторський ступінь. Цього ж року повертається до Берклі на посаду викладача фізики, потім асистент-професора, далі повного професора. Досліджує за допомогою циклотрона розсіювання швидких протонів і нейтронів. На початку 50-х рр. розпочинає спільну роботу з Е. Сегре, колегою по Берклі, представником відомої італійської фізичної школи, організованої під керівництвом Е. Фермі в 1930-ті рр. у Римському університеті. Спільна робота привела учених до відкриття 1955 р. антипротона, передбаченого теоретично двійника протона, але з протилежним електричним зарядом і деякими іншими зворотними властивостями. В дослідах застосовувався беватрон — найпотужніший на той час прискорювач частинок. 
|  | Беватрон — це єдине джерело енергії, достатньо велике для того, щоб отримати антипротони, — сказав пізніше Чемберлен — Навіть зірки в мільйон разів холодніші, ніж потрібно, тоді як воднева бомба, яка в основі своїй не що інше, як зірка, належить до іншої категорії |

.

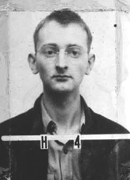
Оуен Чемберлен під час роботи в Лос-Аламосі

Здобувши стипендію Гуггенхейма, Чемберлен 1957 р. працює на фізичному факультеті Римського університету, де досліджує антипротон спільно з італійськими ученими з групи Фермі. Повернувшись до Берклі, здобуває звання повного професора фізики, читає лекції з фізики у Гарварді. Нобелівською премією з фізики Чемберлен і Сегре були відзначені 1959 р. «за відкриття антипротона». У своїй промові Ерік Хультен зі Шведської Королівської академії наук віддав належне Чемберлену і його «дотепним методам розпізнавання й аналізу нової частинки». У своїй Нобелівській лекції в 1959 році Чемберлен підсумував результати роботи, яку він виконав разом з колегами: 
|  | Оскільки протон і нейтрон - близькі родичі, - сказав він, - очікувалося, що відкриття Антинейтрон піде швидко за відкриттям антипротона. Було б природно припустити, що існують античастинки для всіх заряджених частинок. |

 Залишаючись у Берклі, Чемберлен продовжував дослідження в галузі фізики частинок.
Оуен Чемберлен помер у віці 85 років у своєму будинку в Берклі, штат Каліфорнія, 28 лютого 2006 р. Причиною смерті відомого фізика стала хвороба Паркінсона.

## Приватне життя
1943 р. Чемберлен одружився з Беатріс Бабетт; у них три дочки і син. 1978 р. шлюб був розірваний.

## Звання та нагороди
Чемберлен — член Американського фізичного товариства, Національної академії наук, Американської асоціації сприяння розвитку науки, Американської академії наук та мистецтв та ін.